# Amazonassittich
Der Amazonassittich (Nannopsittaca dachilleae) ist eine Papageienart aus der Tribus der Neuweltpapageien. Er kommt in Ostperu (Ucayali und Madre de Dios), im Nordwesten Boliviens (La Paz) und in Westbrasilien (Acre) vor.

## Entdeckungsgeschichte
1985 beobachtete Charles A. Munn eine Gruppe kleiner grüner Papageien im Nationalpark Manú im Osten Perus. Ihre kleine Größe und Form erinnerten an Papageien der Gattung Forpus, aber im Gegensatz zu den üblichen Vertretern dieser Gattung gab es keinen offensichtlichen Sexualdimorphismus; sie konnten keiner bekannten Art zugeordnet werden. Ähnliche Vögel wurden später bei zahlreichen Gelegenheiten beobachtet. Im Juli 1987 sammelten John Patton O’Neill und Kollegen bei einer ornithologischen Erhebung in den Hügeln an der peruanisch-brasilianischen Grenze von einem Standort am Ufer des Río Sheshea  aus eine Reihe von Exemplaren. Dies bestätigte, dass es sich um eine neue Art handelte und dass sie sich mit dem Tepuisittich (Nannopsittaca panychlora), der auf mehreren isolierten Berggipfeln in Südvenezuela, im Süden von Guyana und im Norden von Brasilien vorkommt, die zuvor monotypische Gattung Nannopsittaca teilt.

## Etymologie
Die Art ist zu Ehren der Ökologin und Journalistin Bárbara d’Achille benannt, die am 31. Mai 1989 von Terroristen der Bewegung Sendero Luminoso im Distrikt Huando, Peru, ermordet wurde. Neben der Papageien-Art ist ihr zu Ehren auch das Schutzgebiet Reserva Nacional Pampa Galeras Bárbara d’Achille benannt worden.

## Merkmale
Der Amazonassittich erreicht eine Körperlänge von 14 cm. Er ist ein kleiner, einheitlich grünlicher Papagei mit kurzem, eckigem Schwanz und ziemlich spitzen Flügeln. Die Zügel, die Stirn und die Vorderkrone sind hellpuderblau. Die Unterseite ist eher gelblich-grün. Die ist Iris graubraun. Der Schnabel und die Tarsi sind rosa.

## Lebensraum
Der Amazonassittich bewohnt Tiefland-Flusswälder in Höhenlagen bis zu 300 m. Er ist weder in geschlossenen Kronenwäldern noch in durch menschliche Aktivitäten gestörten Gebieten zu finden.

## Nahrungsverhalten
Der Amazonassittich ist gesellig und gewöhnlich in Schwärmen von bis zu einem Dutzend oder mehr Vögeln anzutreffen. Zu seiner Nahrung gehören die Samen des Guadua-Bambus, Cecropia-Kätzchen, Scheinastern-Samen und Früchte des epiphytischen Baumkaktus Rhipsalis. Er versammelt sich mit anderen Papageien an Lehmlecken, um Mineralien aufzunehmen.

## Fortpflanzungsverhalten
Die Brutbiologie ist weitgehend unbekannt. In der Erstbeschreibung wird berichtet, dass Vögel im Juli und September eine Höhle in einem Büschel von Epiphyten in der Nähe der Spitze eines 25 m hohen Baumes inspizierten.

## Lautäußerungen
Sein Ruf ist ein hohes Pfeifen, das an Laute von Hühnerküken erinnert. Wenn er sich in einem Schwarm befindet, gibt er zwitschernde, quietschende und klappernde Geräusche von sich.

## Wanderungen
Möglicherweise handelt es sich um einen Kurzstreckennomaden, der sich die Früchte des Guadua-Bambus zunutze macht.